# Erigeron salmonensis
Erigeron salmonensis là một loài thực vật có hoa trong họ Cúc. Loài này được Brunsfeld & G.L.Nesom mô tả khoa học đầu tiên năm 1989.